# Pan-Alcidae
Pan-Alcidae é um clado de aves da ordem Charadriiformes, que contém os alcídeos e seus "primos" já extintos. Foi nomeado em 2011 por N.A. Smith, que o definiu como um clado que engloba todos os descendentes do ancestral comum do grupo Mancallinae e do grupo dos araus (Alcidae), mas alguns especialistas têm contestado o uso do prefixo Pan em geral para nomes de grupos de família regulados pelo Zoocode (Código ICZN).